# ويليام رووي
ويليام رووي (بالإنجليزية: William Rowe)‏ هو سياسي نيوزلندي، ولد في 1819، وتوفي في 1886. انتخب عضو مجلس النواب نيوزيلندا.